# El Chupacabra (album)
El Chupacabra – minialbum zespołu SOiL.

## Lista utworów
1. "F-Hole" – 2:55
2. "Broken Wings" – 4:15
3. "Crucified" – 4:31
4. "She" – 3:28
5. "Two Cent Friend" – 3:53

## Twórcy
- Ryan McCombs – wokal
- Adam Zadel – gitara, wokal
- Shaun Glass – gitara
- Tim King – gitara basowa
- Tom Schofield – perkusja